# Mastomys coucha
Mastomys coucha är en däggdjursart som först beskrevs av Smith 1834.  Mastomys coucha ingår i släktet Mastomys och familjen råttdjur. IUCN kategoriserar arten globalt som livskraftig. Inga underarter finns listade i Catalogue of Life.
Denna gnagare blir 77 till 132 mm lång (huvud och bål), har en 75 till 103 mm lång svans och väger 15 till 54 g. Bakfötterna är 18 till 22 mm långa och öronen är 16 till 20 mm stora. Ungarnas mörkgråa päls på ovansidan blir rödbrun med tiden. Undersidans hår är under hela livet mörkgråa med ljusare spetsar. Hela svansen har en mörkgrå färg. Antalet spenar hos honor är 12.
Arten förekommer med flera från varandra skilda populationer i södra Afrika från södra Angola och Zimbabwe till Sydafrika. Den lever i låglandet och i bergstrakter upp till 1600 meter över havet. Habitatet varierar mellan torra och fuktiga savanner, andra gräsmarker och halvöknar. Mastomys coucha är även vanlig i odlade regioner.
Individerna är nattaktiva och de vistas på marken. Det antas att arten är allätare liksom Mastomys natalensis. Troligtvis sker ingen fortplantning under den torra perioden. Efter 21 till 22 dagar dräktighet föds 8 till 10 ungar. De är vid födelsen blinda och beroende av modern. Ungarna öppnar sina ögon efter ungefär 15 dagar och de diar sin mor i cirka 21 dagar.

## Bildgalleri

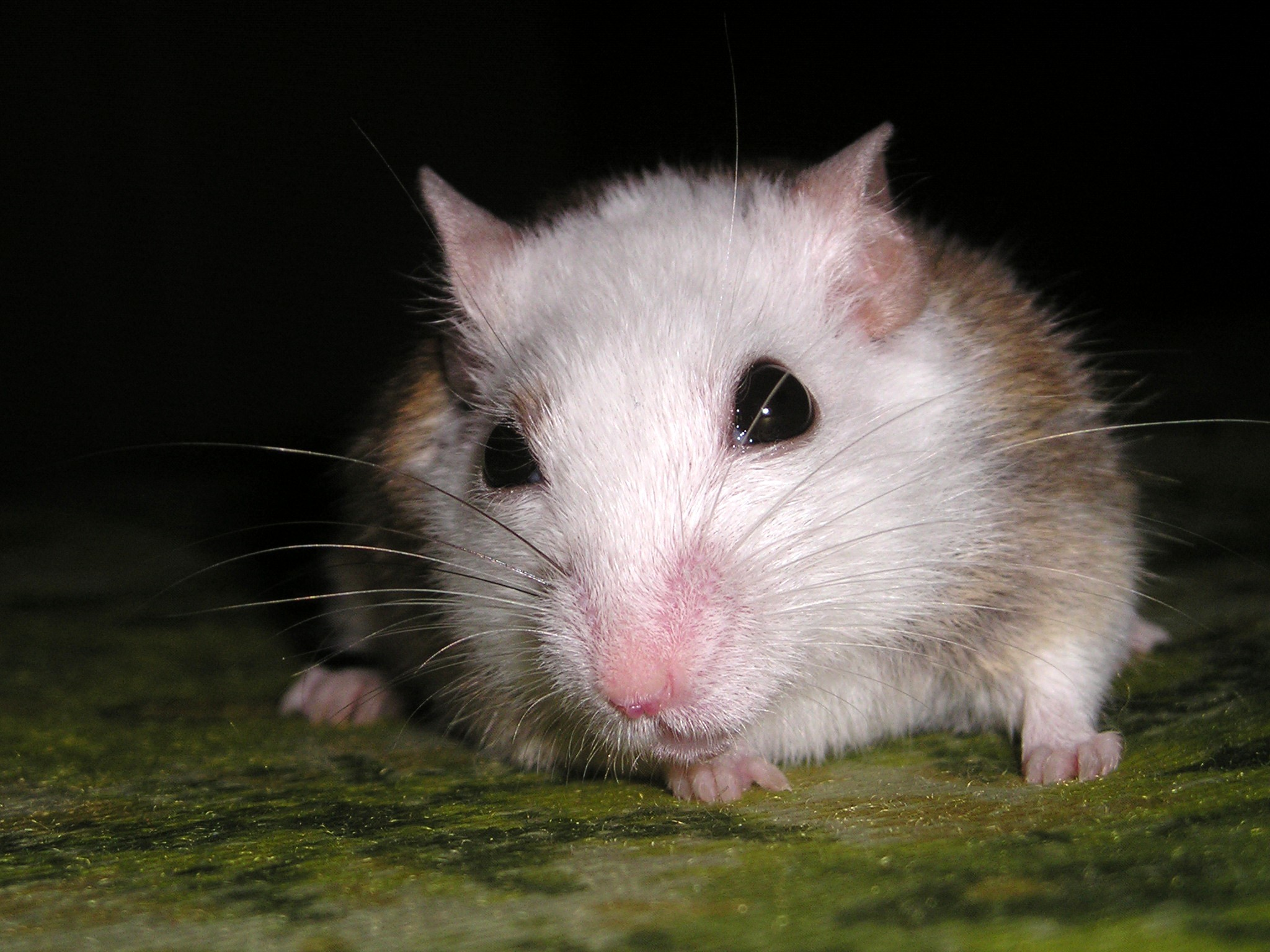